# Кошка Бубастеса
Кошка Бубастеса. Сказка о Древнем Египте — исторический роман для детей британского писателя Джорджа Альфреда Хенти. Книга повествует о молодом принце, который становится рабом, когда египтяне завоевывают его народ. Первое издание было проиллюстрировано известным викторианским художником Джоном Рейнхардом Вегелином. Действие романа происходит на Ближнем Востоке, в частности в Египте, примерно в 1535 году до нашей эры.

## Сюжет
Царь Ребу погибает в битве с египетской армией и его народ египтяне уводят в рабство. Сын царя, молодой принц Амуба, также попадает в плен в Египет вместе со своим верным колесничим Иофором.
В Фивах Амуба становится слугой юноши Хеврона, сына Амереса, верховного жреца Осириса. Они становятся друзьями.
Амуба и Хеврон случайно узнают, что готовится убийство одного из влиятельных жрецов. Ребята начинают свое собственное расследование, чтобы выйти на след участникам заговора в рядах духовенства. Но заговорщики начинают преследовать мальчиков и они вынуждены спасаться бегством. При этом они случайно убивают Кота Бубастеса, одного из самых священных животных Египта...
С Джетро в качестве своего проводника и защитника мальчики планируют побег с египетской территории и вернуться на родину Амубы. В конечном итоге ребятам удаётся предотвратить убийство.

## Критика
Издание «The London Standard» пишет, что эта история «даёт писателю Хенти возможность сделать несколько графических и живописных зарисовок внутренней жизни древних египтян, их религии, их домашних и социальных обычаев, а также их семейной жизни в городе и деревне. Живой интерес в этой очаровательной истории, конечно, подчинен более мужественным и волнующим событиям, но не упускается из виду... Вся история представляет собой яркую и привлекательную картину египетской жизни, а эффект усиливается количество хорошо выполненных полностраничных иллюстраций».
Сравнивая книгу со «Львом Святого Марка» Хенти, газета «Бристоль Меркьюри» написала в своей рецензии: «Характерный стиль мистера Хенти выглядит даже лучше. Книга стала настоящей захватывающей сказкой».